# Assunta Legnante
Assunta Legnante (ur. 14 maja 1978 w Neapolu) – włoska lekkoatletka, kulomiotka.
Brązowa medalistka mistrzostw Europy juniorów (1997) i młodzieżowych mistrzostw Europy (1999). Złota medalistka igrzysk śródziemnomorskich (Tunis 2001). Zdobyła srebrny medal na Halowych Mistrzostwach Europy w 2002 w Wiedniu. 
Zajęła piąte miejsce na Mistrzostwach Europy w 2006 w Göteborgu.
Wygrała Halowe Mistrzostwa Europy w 2007 w Birmingham.
Podczas igrzysk olimpijskich w Pekinie (2008) zajęła 19. lokatę w eliminacjach i nie awansowała do finału.
Reprezentantka kraju w pucharze Europy (także w hali), w zimowym pucharze Europy w rzutach oraz meczach międzypaństwowych.
Pięć razy zdobyła tytuł mistrzyni Włoch na otwartym stadionie (w 2000, 2001, 2002, 2003 i 2004) i sześć razy w hali (2002, 2003, 2004, 2005, 2007 i 2009). Wielokrotna rekordzistka kraju.
W 2009 w związku z pogorszeniem się jej wzroku zakończyła karierę. Wznowiła ją (będąc osobą całkowicie niewidomą) trzy lata później w sporcie paraolimpijskim – z wynikiem 16,74 zdobyła złoto igrzysk paraolimpijskich w Londynie (2012).
Kontrola antydopingowa przeprowadzona podczas mistrzostw Włoch we wrześniu 2000 wykazała w organizmie Legnante niedozwolone środki – udzielono jej publicznego ostrzeżenia.

## Rekordy życiowe
- pchnięcie kulą (stadion) – 19,04 m (2006)
- pchnięcie kulą (hala) – 19,20 m (2002) rekord Włoch
- rzut oszczepem – 50,93 m (2003)